# Monti Tiburtini

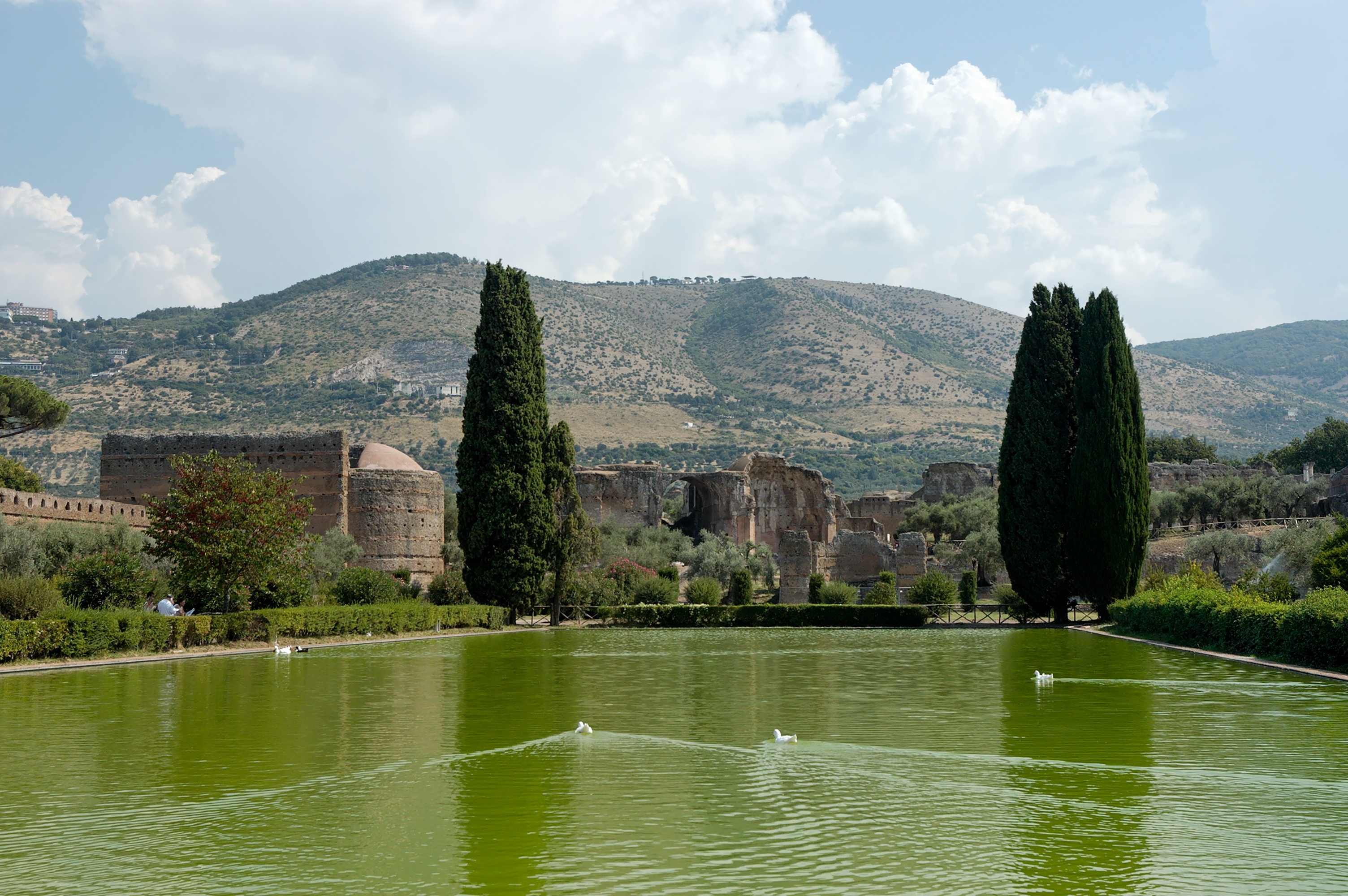
Vy från Hadrianus villa i staden Tivoli.

Monti Tiburtini är låga berg i regionen Lazio öster om Rom. Monti Tiburtini gränsar mot floddalen Aniene i norr (som skiljer Monti Tiburtini från Monti Lucretili), mot Monti Prenestini i söder och mot Monti Ruffi i öster. Bergsområdet går från syd-väst till nordöst och återfinns i kommunerna Tivoli, Castel Madama, Vicovaro och Sambuci. Bergsområdet består av låga berg, och höjden på de högsta topparna är också blygsam: den högsta toppen är Colle Cerrito Piano, 795 meter hög.